# Осика (село)
Оси́ка — село в Україні, у Народицькій селищній територіальній громаді Коростенського району Житомирської області. Населення становить 2 особи (2001).
Перша згадка — 1941 рік.

## Географія
Село розташоване в урочищі Осниця.
Селом протікає річка Безіменна, права притока Звіздаля.

## Населення
Станом на 1 жовтня 1941 року на хуторі налічувалось 43 двори з 134 мешканцями в них, в тому числі: чоловіків — 50 та жінок — 84.